# Deutzia coriacea
Deutzia coriacea är en hortensiaväxtart som beskrevs av Alfred Rehder. Deutzia coriacea ingår i släktet deutzior, och familjen hortensiaväxter. Inga underarter finns listade i Catalogue of Life.